# José Luis Alonso
José Luis Alonso Ara (* 23. März 1976 in Jaca) ist ein ehemaliger spanischer Eishockeytorwart, der seit seine gesamte Karriere beim CH Jaca in der Spanischen Superliga unter Vertrag stand.

## Karriere
José Luis Alonso begann seine Karriere als Eishockeyspieler in der Nachwuchsabteilung des CH Jaca, für dessen erste Mannschaft er in der Saison 1998/99 sein Debüt in der Superliga gab. Mit seinem Verein gewann der langjährige Nationalspieler in den Jahren 2001, 2003, 2004, 2005, 2010, 2011, 2012 und 2015 jeweils den spanischen Meistertitel sowie 2001, 2002, 2003, 2006, 2011, 2012 und 2013 die Copa del Rey. 2015 beendete er seine Karriere.

### International
Für Spanien nahm Alonso im Juniorenbereich an den U18-Junioren-B-Europameisterschaften 1991, 1992, 1993 und 1994 sowie den U20-Junioren-C-Weltmeisterschaften 1993, 1994 und 1995 teil.
Im Seniorenbereich stand er zunächst im Aufgebot Spaniens bei der D-Weltmeisterschaft 1999 und der C-Weltmeisterschaft 2000. Nach der Umstellung auf das heutige Divisionensystem wurde er für die Weltmeisterschaften der Division II 2001, 2002, 2003, 2004, 2005, 2006, 2007, 2008, als er nach dem Australier Matthew Ezzy und dem Chinesen Yu Yang die drittbeste Fangquote aufwies, 2009 und 2010 sowie der Division I 2011 nominiert. Zudem vertrat er die Iberer bei der Olympiaqualifikation für die Winterspiele in Vancouver 2010.

## Erfolge und Auszeichnungen
| - 2001 Spanischer Meister mit dem CH Jaca - 2001 Spanischer Pokalsieger mit dem CH Jaca - 2002 Spanischer Pokalsieger mit dem CH Jaca - 2003 Spanischer Meister mit dem CH Jaca - 2003 Spanischer Pokalsieger mit dem CH Jaca - 2004 Spanischer Meister mit dem CH Jaca - 2005 Spanischer Meister mit dem CH Jaca - 2006 Spanischer Pokalsieger mit dem CH Jaca - 2010 Spanischer Meister mit dem CH Jaca - 2011 Spanischer Meister mit dem CH Jaca | - 2011 Spanischer Pokalsieger mit dem CH Jaca - 2011 Niedrigster Gegentorschnitt der Superliga - 2011 Beste Fangquote der Superliga - 2012 Spanischer Meister mit dem CH Jaca - 2012 Spanischer Pokalsieger mit dem CH Jaca - 2012 Niedrigster Gegentorschnitt der Superliga - 2012 Beste Fangquote der Superliga - 2013 Spanischer Pokalsieger mit dem CH Jaca - 2015 Spanischer Meister mit dem CH Jaca |

### International
- 1999 Aufstieg in die C-Weltmeisterschaft bei der D-Weltmeisterschaft
- 2001 Niedrigster Gegentorschnitt der Weltmeisterschaft der Division II, Gruppe A
- 2007 Bester Torwart der Weltmeisterschaft der Division II, Gruppe A
- 2010 Aufstieg in die Division I bei der Weltmeisterschaft der Division II, Gruppe A